# Entgangener Gewinn
Entgangener Gewinn (lateinisch lucrum cessans) ist ein Begriff im Schadenersatzrecht. Entgangenem Gewinn unterfallen alle Vermögensvorteile, die im Zeitpunkt eines schädigenden Ereignisses noch nicht zum Vermögen des Geschädigten gehörten, die ihm jedoch ohne das schädigende Ereignis zugeflossen wären. Es wird also kein vorhandenes Vermögensgut beschädigt oder entzogen, vielmehr vereitelt der Schädiger eine Erwerbschance des Geschädigten, weshalb diesem eine Vermögensmehrung entgeht.
Demgegenüber handelt es sich um positiven Schaden, wenn ein bereits vorhandenes Vermögensgut gemindert oder zerstört wird und der Geschädigte Aufwendungen zur Schadensbeseitigung tätigen muss.
Wenn also beispielsweise eine unterbrochene Stromzufuhr die Maschinen zum Stillstand bringt und dadurch keine Produktion möglich ist, wird der dadurch entstandene Schaden als entgangener Gewinn bezeichnet. Entsteht an den Maschinen selbst durch die Unterbrechung der Stromzufuhr ein Schaden, handelt es sich um positiven Schaden.

## Deutsches Recht
Entgangener Gewinn ist nach deutschem Schadensersatzrecht gemäß § 252 BGB Bestandteil jedes Schadensersatzanspruchs. Die Norm hat klarstellende Bedeutung, denn die Verpflichtung auf Ersatz des entgangenen Gewinns resultiert bereits aus § 249 Satz 1 BGB. Als entgangen gilt der Gewinn, der nach dem gewöhnlichen Lauf der Dinge oder nach den besonderen Umständen, insbesondere nach den getroffenen Anstalten und Vorkehrungen, mit Wahrscheinlichkeit erwartet werden konnte. Hierunter fällt nicht Gewinn, der durch rechtswidrige Tätigkeiten erzielbar gewesen wäre. Dogmatisch gehört der entgangene Gewinn zum mittelbaren Schaden. Im Beispielsfall der unterbrochenen Stromzufuhr also der Gewinn, den der Geschädigte mit den während der Betriebsunterbrechung wahrscheinlich produzierten Teilen voraussichtlich erzielt hätte. Die Höhe des entgangenen Gewinns kann durch das Gericht nach § 287 ZPO geschätzt werden. Ein Vollbeweis ist nicht erforderlich.
Die Höhe des entgangenen Gewinns wird regelmäßig durch ein Sachverständigengutachten ermittelt. Sachverständig einzuschätzen ist der Gewinn, den der Geschädigte während der Betriebsunterbrechung wahrscheinlich und voraussichtlich erzielt hätte.
Ein Nutzungsausfallschaden als Form des Betriebsunterbrechungsschadens tritt zum Beispiel bereits ein und ist gutachterlich zu berechnen, soweit ein wesentlich zum Erwerb dienendes Kraftfahrzeug beschädigt wurde.

## Österreichisches Recht
Die Unterscheidung zwischen entgangenem Gewinn und positivem Schaden ist insbesondere für den Grad des Verschuldens von Bedeutung: Entgangener Gewinn ist grundsätzlich nur bei grobem Verschulden (das heißt bei Vorsatz oder grober Fahrlässigkeit) zu ersetzen, positiver Schaden bei jedem Grad.
Bei zweiseitig unternehmensbezogenen Geschäften (beide Vertragsparteien handeln als Unternehmer) umfasst der Schadenersatz nach § 349 UGB immer positiven Schaden und entgangenen Gewinn.